# Delfín Tenesaca
José Delfín Tenesaca Caguana (n. 1963 en Mayorazgo, Chimborazo) es un campesino, dirigente indígena y político ecuatoriano de nacionalidad kichwa. Desde 2009 es presidente de la organización kichwa ECUARUNARI.
A edad de 19 años fue alumno del obispo de Riobamba, Monseñor Leonidas Proaño, de que conoció la teología de la liberación. Más tarde fue director del Centro de formación indígena Leónidas Proaño.
En 2005 fue elegido presidente de la Confederación del Movimiento Indígena de Chimborazo (COMICH) y en diciembre de 2009 presidente de ECUARUNARI como sucesor de Humberto Cholango. En la actualidad, ha ocupado espacios de poder mismos que han sido reconocido por su lucha constante a favor de los derechos de los pueblos y nacionalidades, es un referente en el ámbito de la organización y la planificación dentro de las bases del movimiento indígena del ecuador.
Delfín Tenesaca está casado con María Victoria Cujilema, con la que tiene dos hijas y tres hijos. Actualmente, vive en la comunidad de Shuyo, cerca de Riobamba.